# Першопокровка

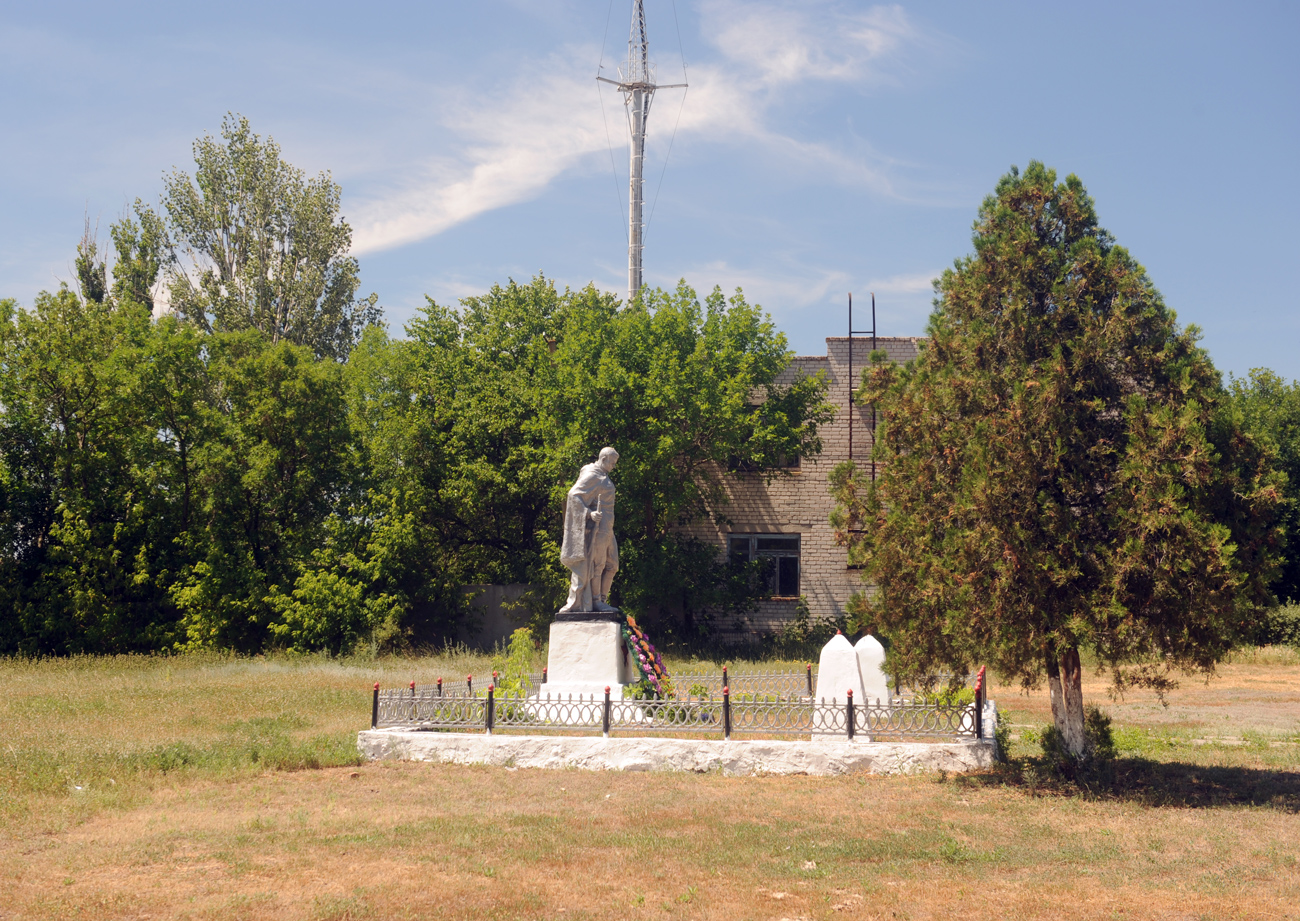
Пам'ятник загиблим воїнам.

Першопокро́вка — село в Україні, у Нижньосірогозькій селищній громаді Генічеського району Херсонської області. Населення, за переписом 2001 року, становило 1107 осіб. Заснування — 1861 р. Село розташоване за 22 км від центру територіальної громади і за 13 км від залізничної станції Сірогози.

Село тимчасово окуповане російськими військами 24 лютого 2022 року.

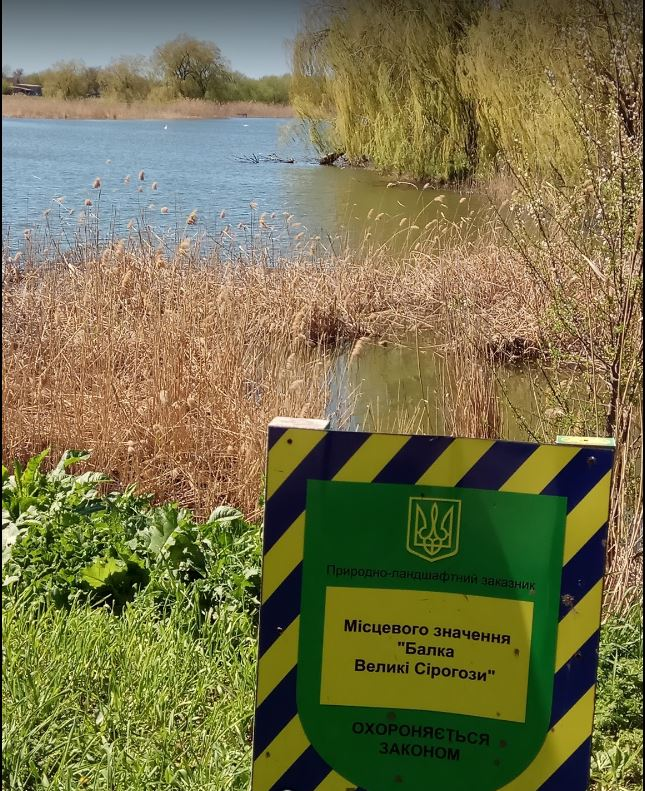
Балка Великі Сірогози.

Біля села Першопокровка бере початок річка Великі Сірогози (Балка Великі Сірогози).
До 2020 орган місцевого самоврядування Першопокровська сільська́ ра́да. Сільській раді були підпорядковані населені пункти: с. Першопокровка та с. Богданівка.

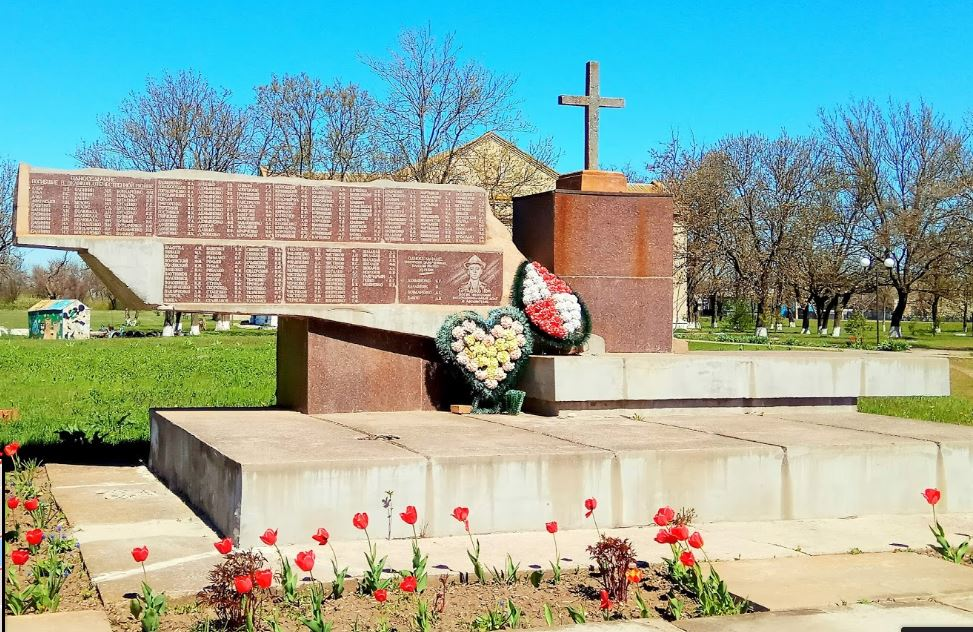
Пам'ятник в с. Першопокровка.

Вулиці: Бугаєнка, Гоголя, Куйбишева, Миру, Матросова.

## Історія
- Село Першопокровка було засновано в середині XIX століття — 14 жовтня 1861 року й мало початкову назву Покровка. Землі, на яких оселилися перші поселенці, належали пану Курдубану. Місцевість ця називалася Каїш-Капкан, або Семимогилки. На мапах «Шуберта — Тучкова» 1868 року позначено Великий Каїшкапканський під та Малий Каїшкапканський під, що розташовані напівночі в восьми — десяти кілометрах від села (зараз це територія с. Новопетрівки). На цих мапах також позначено саме село, як «Кол. (колонія) Покровка», з 217 дворами.[1]
- Першими поселенцями були селяни-втікачі з Бессарабії. Поселенці, біля річки Сірогози, селилися групами по кутах, які пізніше перетворилися в вулиці та зберегли свої назви: Каїрська (тут були вихідці з каїр (бессарабських)), Карагизська (населяли карагмети), Канторській та Російській (четвертий кут був збірним, заселений переважно селянами — втікачами з Росії).
- У січні 1918 року в селі встановлено Радянську владу. Активних учасників боротьби за встановлення й зміцнення Радянської влади на Україні жителів села М. М. Давиденка, М. П. Дем'яненка, Г. Н. Полянського, К. Г. Шпаченка у 1967 році відзначено орденами й медалями.
- З 1923 року в село носить офіційну назву Першопокровка.[2]
- Не оминули село масові репресії, що здійснювалися в СРСР в 1930-ті — 1950-ті роки.
- Село постраждало внаслідок голодомору 1932–1933 та 1946–1947 років. Статистичних даних про кількість постраждалих не має, однак, окремі свідчення очевидців — які проживали, на той час, у Першопокровці та в сусідніх селах, свідчать про величезний голод та велику кількість загиблих від нього.[3] [1] [Архівовано 15 грудня 2017 у Wayback Machine.]
- На фронтах Другої світової війни проти німецько-фашистських загарбників боролося 407 жителів Першопокровки, 222 з них загинули. Орденами й медалями СРСР нагороджено 161 чоловіка. У роки тимчасової окупації частина жителів пішла до партизанського загону, яким керували І. Д. Височин та М. В. Купрій. У селі народився Герой Радянського Союзу Пилип Чепурін.
- На честь полеглих воїнів-односельців споруджено обеліск Слави. На цвинтарі, що на південній околиці села, знаходиться перепоховання воїнів, що загинули в роки Другої світової війни, встановлено імена 124 чоловік.[4]
- В с. Першопокровка під час війни знаходився 5238 польовий пересувний госпіталь. Лікар військової частини С'єдін Василь Романович так і залишився працювати в Першопокровці. З 1949 року в цьому селі відкрито стаціонар спочатку лише на 5 ліжок, який пізніше перетворився в дільничну лікарню. В 1997 році було закрито стаціонар в дільничній лікарні. Приміщення стаціонару Першопокровської дільничної лікарні передано під інтернат для осіб похилого віку.[5]
- В Першопокровці містилася центральна садиба колгоспу ім. Куйбишева. За ним було закріплено 8,5 тис. га сільськогосподарських угідь, у тому числі 8,1 тис. га орної землі, з них — 60 га під баштанними культурами та 48 га саду й виноградників. Під зрошуванням було 600 га сільгоспугідь. В 1970 році тут пересічно зібрали по 36,7 центнерів озимої пшениці з гектара. Головною галуззю колгоспу було вирощування зернових культур, а також тваринництво м'ясо-молочного напрямку. За високі показники в розвитку колгоспного виробництва 7 передовиків нагороджено орденами й медалями, у тому числі орденом Леніна — тракториста О. Є. Білоуса, орденом Жовтневої Революції — комбайнера Д. К. Зарютіна.[6]
- 12 червня 2020 року, відповідно до розпорядження Кабінету Міністрів України № 726-р «Про визначення адміністративних центрів та затвердження територій територіальних громад Херсонської області», увійшло до складу Нижньосірогозької селищної громади[7].
- 19 липня 2020 року, в результаті адміністративно-територіальної реформи та ліквідації  Нижньосірогозького району увійшло до складу Генічеського району[8].

24 лютого 2022 року село тимчасово окуповане російськими військами під час російсько-української війни.

## Населення
Згідно з переписом УРСР 1989 року чисельність наявного населення села становила 1192 особи, з яких 544 чоловіки та 648 жінок.
За переписом населення України 2001 року в селі мешкала 1091 особа.

### Мова
Розподіл населення за рідною мовою за даними перепису 2001 року:
| Мова       | Відсоток |
| ---------- | -------- |
| українська | 89,16 %  |
| російська  | 9,21 %   |
| молдовська | 0,99 %   |
| білоруська | 0,27 %   |
| інші       | 0,37 %   |

## Економіка та соціальне життя
- В теперішній час в селі працюють: заклади торгівлі, фермерське господарство «Богданівське», ТОВ «Покровське», Колективне сільгосппідприємство ім. Куйбишева. Основою економіки сільськогосподарських та фермерських господарств села є рослинництво: вирощування пшениці, ячменю та соняшнику. Домашні господарства зайняті вирощуванням овочів та злакових культур на присадибних ділянках, а також утримуванням м'ясо-молочної худоби та свійських птахів.
- Сільське комунальне підприємство «Каїш» має 4 артезіанські свердловини. Побудовано та працює сільський водогін довжиною 18 км.
- В селі працюють: загальноосвітня школа І-ІІІ ступеню, дитсадок «Дзвіночок», будинок культури, сільська бібліотека.
- Богослужіння проходять у Храмі Покрови пресвятої Богородиці.
- Аматорська футбольна команда «Старт».

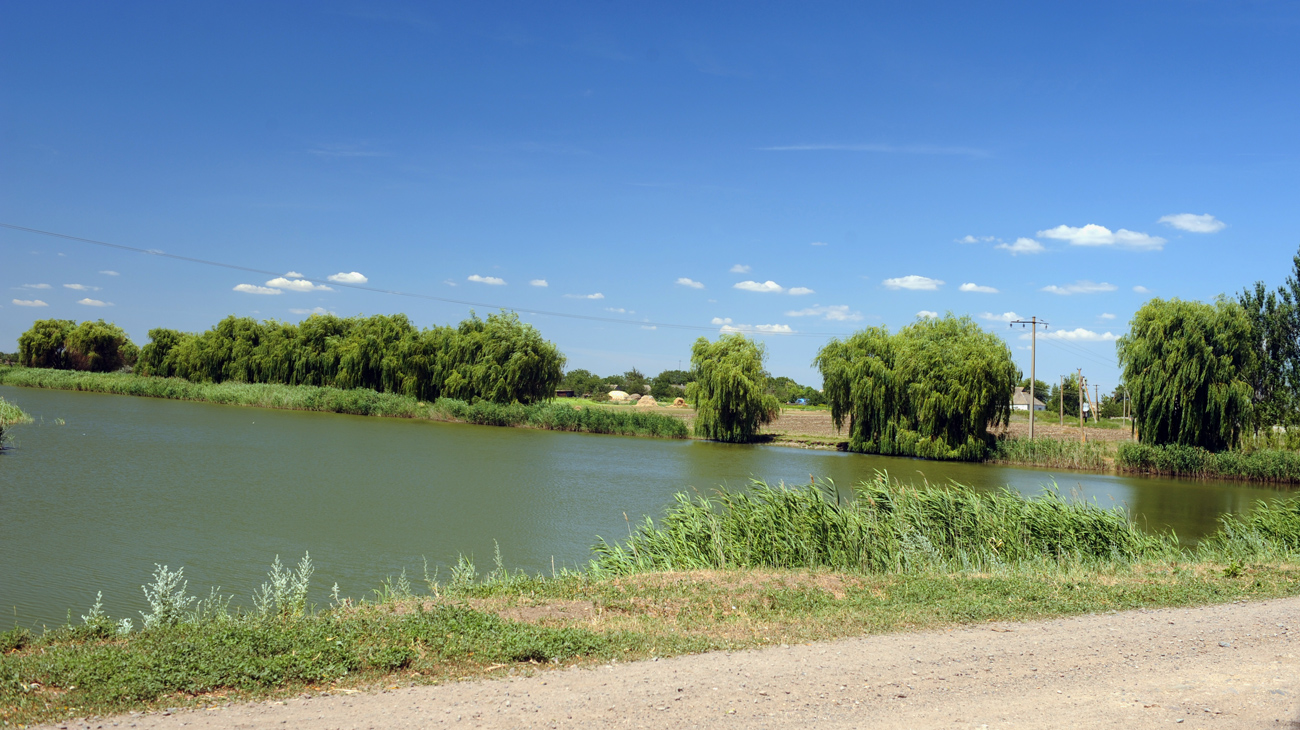
Першопокровська вода — Балка Великі Сірогози

## Люди
- Чепурін Пилип Федорович — Герой Радянського Союзу, уродженець села Першопокровки. Капітан П. Ф. Чепурін був командиром штурмового загону при взятті Берліна, за проявлений героїзм йому присвоєно звання Героя Радянського Союзу.
- Орденами і медалями відзначені 134 передовика сільського господарства, у тому числі Орденами Леніна і Жовтневої Революції — тракторист А. Е. Білоус, орденом Леніна — комбайнери Е. С. Кривіцький та П. С. Ремішевський, орденом Жовтневої Революції — механізатор Д. К. 3арютін, орденом Трудового Червоного Прапора -18 осіб.

## Місцева влада
Поштова адреса: 74712, Херсонська область, с. Першопокровка, вул. Миру, 1